# ناتالیا دوهودکو
ناتالیا دوهودکو (اوکراینی: Наталія Довгодько؛ زادهٔ ۷ فوریهٔ ۱۹۹۱) قایقران روئینگ اهل اوکراین است.